# Уршулин (Влодавский повет)
Уршулин (пол. Urszulin) — деревня в Влодавском повете Люблинского воеводства Польши. Административный центр гмины Уршулин. Находится примерно в 30 км к юго-западу от центра города Влодава. По данным переписи 2011 года, в деревне проживало 1004 человека.
Ранее был городом; имел городские права, по крайней мере, с 1803 года до 24 октября 1820 года.

## Население
Демографическая структура по состоянию на 31 марта 2011 года:
|         | Всего | До трудоспособного возраста | Трудоспособного возраста | Старше трудоспособного возраста |
| ------- | ----- | --------------------------- | ------------------------ | ------------------------------- |
| Мужчины | 496   | 112                         | 353                      | 31                              |
| Женщины | 508   | 112                         | 321                      | 75                              |
| Всего   | 1004  | 224                         | 674                      | 106                             |